# Michael Tuschl
Michael Tuschl (* 3. August 1961) ist ein deutscher ehemaliger Fußballspieler.

## Sportlicher Werdegang
Tuschl rückte Anfang der 1980er Jahre aus der Jugend in die Wettkampfmannschaft des FSV Frankfurt auf. Mit dem Vorjahresabsteiger gewann der vornehmlich als Ergänzungsspieler eingesetzte Nachwuchsmann am Ende der Spielzeit 1981/82 die Hessenmeisterschaft in der Oberliga Hessen und kehrte an der Seite von Mannschaftskapitän Hermann Luy, Günter Oleknavicius, Josef Sarroca, Peter Swiatek und Jürgen Weninger unter Trainer Rolf Birkhölzer als Tabellenführer der Aufstiegsrunde zur 2. Bundesliga vor dem Mitaufsteiger FC Augsburg, dem SSV Ulm 1846 und dem FC 08 Homburg in die Zweitklassigkeit zurück. Dabei erzielte der Stürmer in drei Spielen zwei Tore. Auch in der 2. Bundesliga kam Tuschl anfangs zwar häufiger zum Einsatz, rutschte aber nach einer Niederlagenserie im Herbst ins zweite Glied und kam fortan verletzungsbedingt auch nach einem Trainerwechsel zu Horst Heese kaum über die Rolle des Ergänzungsspielers hinaus. Am Ende der Zweitligaspielzeit 1982/83, in der er in 16 Spielen zwei Tore erzielt hatte, stieg er mit dem Klub wieder in die Oberliga ab. Auch unter Neutrainer Dieter Stinka blieb ihm in der Oberliga-Saison 1983/84 oftmals nur die Rolle des Ersatzmanns, der Klub verpasste als Tabellendritter die Chance auf den direkten Wiederaufstieg. Über den weiteren Karriereweg liegen keine Daten vor.